# Setra S 415 HD
De Setra S 415 HD is een touringcarmodel, geproduceerd door de Duitse busfabrikant Setra. Dit model bus is in 2001 geïntroduceerd en in 2013 uit productie gegaan.

## Inzet
Dit type bus wordt veelal ingezet bij touringcarbedrijven voor toerisme. In Luxemburg wordt de bus ingezet door enkele busbedrijven voor het openbaar vervoer.
| Bedrijf             | Serie         | Aantal    | Inzet         | Opmerking                               |
| Luxemburg           | Luxemburg     | Luxemburg | Luxemburg     | Luxemburg                               |
| ------------------- | ------------- | --------- | ------------- | --------------------------------------- |
| Voyages Salez Lentz | SL1857        | 1         | Streekvervoer |                                         |
| Voyages Salez Lentz | SL2857        | 1         | Streekvervoer |                                         |
| Voyages Salez Lentz | SL3401-SL3402 | 2         | Streekvervoer |                                         |
| Nederland           |               |           |               |                                         |
| Besseling Travel    | 94            | 1         | Tour Vervoer  | Sinds augustus 2018 niet meer in dienst |

## Verwante bustypen

### ComfortClass
- S 415 GT - 12 meteruitvoering (2 assen)
- S 415 GT-HD - 12 meter verhoogde uitvoering (2 assen)
- S 416 GT - 13 meteruitvoering (2 assen)
- S 416 GT-HD - 13 meter verhoogde uitvoering (3 assen)
- S 416 GT-HD/2 - 13 meter verhoogde uitvoering (2 assen)
- S 417 GT-HD - 14 meter verhoogde uitvoering (3 assen)
- S 419 GT-HD - 15 meter verhoogde uitvoering (3 assen)

### TopClass
- S 411 HD - 10 meteruitvoering (2 assen)
- S 415 HDH - 12 meter verhoogde uitvoering (3 assen)
- S 416 HDH - 13 meter verhoogde uitvoering (3 assen)
- S 417 HDH - 14 meter verhoogde uitvoering (3 assen)
- S 431 DT - 14 meter dubbeldeks uitvoering (3 assen)